# Arnaudija džamija
Arnaudija džamija (poznata i kao Hasana Defterdara džamija ili Defterdarija) bila je jedna od 15 džamija u Banjoj Luci do 1993. godine. 

## Povijest
Arnaudiju džamiju je 1595. godine podigao jedan od potpisnika Ferhad-pašine vakufname, ministar financija Bosanskog pašaluka - defterdar Hasan efendija. Podigao ju je kao lijepu monumentalnu kupolnu džamiju, koja je bila smještena u Donjem Šeheru u Banjoj Luci, nedaleko od Ferhadije džamije. Svojim stilskim i tipološkim karakteristikama pripadala je grupi jednoprostornih džamija s kupolom i tri kupolice. 
Natpis uklesan u kamen nad ulaza u unutrašnjost džamije u prijevodu glasi:
Kad podiže ovu džamiju onaj koji je obuzet dobrim djelima,

Za ljubav Boga potrošio je svoje blago.

To je krasan dvorac i veličanstveno umjetničko djelo.

Neka Bog nagradi! - To postade ugodno stjecište dobrih Ijudi.

Neka svojom dobrotom oprosti (dobrotvoru) Onaj čija je milost obilna.

On prašta njegove pogreške i grijehe.

Kako da izreknem kronostih ovoj divnoj džamiji?

Nevidljivi glas reče: O Šebzi, reci: "Džamija defterdara!"

Izgrađena u klasičnom osmanskom stilu, uz Ferhadija džamiju predstavljala je primarni dio prvobitnog urbanog centra Starog Grada ili Donjeg Šehera Banjaluke. Bila je izgrađena kao drugi kraj Banjalučke zanatske transverzale s Ferhadijom na suprotnom kraju ulice. Nalazi se na popsu spomenika svjetske baštine pri UNESCO-u (nulta kategorija kulturnog spomenika).

## Rušenje
Tijekom agresije bila je više puta skrnavljena. Arnaudija džamija zajedno s turbetom i vitkom kamenom munarom uz njega porušena je u noći između 6. i 7. svibnja 1993. godine, iste noći kada je porušena i najpoznatija banjalučka džamija Ferhadija, a potom su joj ostaci razvezeni na razna mjesta izvan grada. Stara akšamluk-munarica koja je inače preživjela rušenje Arnaudije, je u prethodnim danima nakon miniranja džamije također razorena. Rušenje Arnaudije džamije još uvijek nije pravosudno istraženo ali je sigurno da je rušenje počinila još uvijek neotkrivena skupina srpskih nacionalista kao dio politike etničkog čišćenja za stvaranje Republike Srpske.
Godine 1998. porušena je i stara džamijska česma i kapija, te jedan zid džamijskog kompleksa.

## Rekonstrukcija
U lipnju 2003. godine počela je i odrađena je obnova kompleksa Arnaudija džamije. Kamen temeljac za ponovnu izgradnju Arnaudije džamije postavljen je 2017. godine.

## Vanjske poveznice
- Komisija za očuvanje nacionalnih spomenika BiH  Arhivirana inačica izvorne stranice od 27. veljače 2008. (Wayback Machine)
- Slike Arnaudije
- Spisak banjalučkih džamija